# فيلي هاغ
فيلي هاغ (بالألمانية: Wilhelm Haag)‏ هو مدرب كرة قدم ولاعب كرة قدم ألماني، ولد في 6 أغسطس 1944 في Sohren ‏ في ألمانيا. لعب مع ألمانيا آخن.